# Stigny
Stigny település Franciaországban, Yonne megyében. Lakosainak száma 88 fő (2022. január 1.). Stigny Sennevoy-le-Haut, Ravières, Chassignelles, Gland és Jully községekkel határos.

## Népesség
A település népessége az elmúlt években az alábbi módon változott:
| Lakosok száma | 114  | 108  | 113  | 94   | 91   | 88   | 85   | 86   | 88   |
|               | 2013 | 2015 | 2016 | 2017 | 2018 | 2019 | 2020 | 2021 | 2022 |